# Miocit
Miocit (takođe poznat kao mišićna ćelija) je tip ćelija prisutan u mišićnom tkivu. Miociti su duge, cevaste ćelije koje se razvijaju iz mioblasta da formiraju mišiće u procesu poznatom kao miogeneza. Postoje različiti specijalizovani oblici miocita sa izrazitim svojstvima: ćelije srca, skeleta i glatkih mišića. Prugaste ćelije srčanih i skeletnih mišića nazivaju se mišićnim vlaknima. Kardiomiociti su mišićna vlakna koja formiraju komore srca i imaju jedno centralno jedro. Skeletna mišićna vlakna pomažu potpori i pomeranju tela i imaju tendenciju da imaju periferna jezgra. Ćelije glatkih mišića kontrolišu nesvesne pokrete, poput kontrakcija peristaltika u jednjaku i želucu.

## Struktura

### Terminologija
Neobična mikrostruktura mišićnih ćelija navela je citologe da stvore specijalizovanu terminologiju. Međutim, svaki izraz specifičan za mišićne ćelije ima protivvrednost koja se koristi u terminologiji koja se primenjuje na druge vrste ćelija:
| Mišićna ćelija             | Druge ćelije organizma                 |
| -------------------------- | -------------------------------------- |
| sarkoplazma                | citoplazma                             |
| sarkoplazmatični retikulum | glatki endoplazmatični retikulum (SER) |
| sarkozom                   | mitohondrija                           |
| sarkolema                  | ćelijska membrana                      |

Sarkoplazma je citoplazma mišićnog vlakna. Većina sarkoplazme je ispunjena miofibrilima, koji su duge proteinske niti sastavljene od miofilamenata. Sarkoplazma se takođe sastoji od glikogena, polisaharida od glukoznih monomera, koji ćeliji daje energiju pri intenzivnom vežbanju, i mioglobina, crvenog pigmenta koji skladišti kiseonik dok nije potreban za mišićnu aktivnost.
Postoje tri vrste miofilamenata:
- Debeli filamenti, sastavljeni od molekula proteina zvanog miozin. U strijacijama mišićnih traka, to su tamne niti koje sačinjavaju A-bend.
- Tanki filamenti su sastavljeni od molekula proteina zvanog aktin. U strijacijama mišićnih traka, to su lagana vlakna koja čine pojas I.
- Elastični filamenti su sačinjeni od titina, velikog opružnog proteina; ove niti se učvršćuju debelim nitima na Z disku.

Ovi miofilamenti zajedno rade na stvaranju kontrakcije mišića.
Sarkoplazmatični retikulum, specijalizovani tip glatkog endoplazmatičnog retikuluma, formira mrežu oko svakog miofibrila mišićnog vlakna. Mreža je sastavljena od grupa dva dilatatora, nazvana terminalni sudovi, i jedne poprečne tubule, ili T tubule, koji prolaze kroz ćeliju i izlaze na drugu stranu; ove tri komponente zajedno čine trijade koje postoje unutar mreže sarkoplazmatskog retikuluma, u kojima svaka T cev ima po dva terminalna suda sa svake strane. Sarkoplazmatski retikulum služi kao rezervoar za jone kalcijuma, pa kada se akcioni potencijal širi preko T tubula, on signalizira sarkoplazmatskom retikulumu da oslobadi jone kalcijuma iz zapornih membranskih kanala kako bi se stimulisala mišićna kontrakcija.
Sarkolema je ćelijska membrana prugastih mišićnih vlakana koja prima i provodi podražaje. Na kraju svakog mišićnog vlakna, spoljni sloj sarkoleme se kombinuje sa tetivskim vlaknima. Unutar mišićnog vlakna pritisnutog uz sarkolemmu nalaze se višestruko spljoštena jezgra; ovo multinuklearno stanje rezultat je višestrukih mioblasta koji su spajeni pri foromiranju svakog mišićnog vlakna, pri čemu svaki mioblast doprinosi jednim jezgrom.

### Unutrašnja struktura
Ćelijska membrana miocita ima nekoliko specijalizovanih područja, koja mogu uključivati interkalirani disk i poprečni cevasti sistem. Ćelijska membrana je pokrivena slojem lamine širine oko 50 nm. Laminarni premaz može se odvojiti u dva sloja; lamina densa i lamina lucida. Između ova dva sloja može biti prisutno nekoliko različitih vrsta jona, uključujući kalcijumove.
Ćelijska membrana je pričvršćena na ćelijskom citoskeletu ankerskim vlaknima koja su široka približno 10 nm. Ona se generalno nalaze na Z linijama tako da formiraju brazde i poprečne cevčice. U srčanim miocitima ovo formira išaranu površinu.
Citoskelet je ono od čega se gradi ostatak ćelije i ima dve glavne svrhe; prvo je da se stabilizuje topografiju unutarćelijskih komponenti, a drugo je da se kontroliše veličina i oblik ćelije. Dok je prva funkcija važna za biohemijske procese, poslednja je presudna u definisanju odnosa površine i zapremine ćelije. To snažno utiče na svojstva električnog potencijala ćelija koje se mogu pobuđivati. Pored toga, odstupanje od standardnog oblika i veličine ćelije može imati negativan prognostički uticaj.

## Literatura
- Yaffe, David; Feldman, Michael (1965). „The formation of hybrid multinucleated muscle fibers from myoblasts of different genetic origin”. Developmental Biology. 11 (2): 300—317. PMID 14332576. doi:10.1016/0012-1606(65)90062-X.
- Wei L, Zhou W, Croissant JD, Johansen FE, Prywes R, Balasubramanyam A, Schwartz RJ (новембар 1998). „RhoA signaling via serum response factor plays an obligatory role in myogenic differentiation”. J Biol Chem. 273 (46): 30287—94. PMID 9804789. doi:10.1074/jbc.273.46.30287 .
- Vlahopoulos S, Zimmer WE, Jenster G, Belaguli NS, Balk SP, Brinkmann AO, Lanz RB, Zoumpourlis VC, Schwartz RJ,  . (2005). „Recruitment of the androgen receptor via serum response factor facilitates expression of a myogenic gene”. J Biol Chem. 280 (9): 7786—92. PMID 15623502. doi:10.1074/jbc.M413992200 .
- Kitamura, Tadahiro; Kitamura YI; Funahashi Y; Shawber CJ; Castrillon DH; Kollipara R; DePinho RA; Kitajewski J; Accili D (4. 9. 2007). „A Foxo/Notch pathway controls myogenic differentiation and fiber type specification”. The Journal of Clinical Investigation. 117 (9): 2477—2485. PMC 1950461 . PMID 17717603. doi:10.1172/JCI32054.
- Maroto, M; Reshef R; Münsterberg A E; Koester S; Goulding M; Lassar A B. (4. 4. 1997). „Ectopic Pax-3 activates MyoD and Myf-5 expression in embryonic mesoderm and neural tissue”. Cell. 89 (1): 139—148. PMID 9094722. doi:10.1016/S0092-8674(00)80190-7 .
- Ito, Yoshiaki (2012). „A Systems Approach and Skeletal Myogenesis”. International Journal of Genomics. Hindawi Publishing Organization. 2012: 1—7. PMC 3443578 . PMID 22991503. doi:10.1155/2012/759407 .
- Windner SE, Doris RA, Ferguson CM, Nelson AC, Valentin G, Tan H, Oates AC, Wardle FC, Devoto SH (2015). „Tbx6, Mesp-b and Ripply1 regulate the onset of skeletal myogenesis in zebrafish”. Development. 142 (6): 1159—68. PMC 4360180 . PMID 25725067. doi:10.1242/dev.113431.
- Maroto, M; Reshef R; Münsterberg A E; Koester S; Goulding M; Lassar A B. (4. 4. 1997). „Ectopic Pax-3 activates MyoD and Myf-5 expression in embryonic mesoderm and neural tissue”. Cell. 89 (1): 139—148. PMID 9094722. doi:10.1016/S0092-8674(00)80190-7 .
- Mathew, Sam J.; Hansen JM; Merrell AJ; Murphy MM; Lawson JA; Hutcheson DA; Hansen MS; Angus-Hill M; Kardon G (15. 1. 2011). „Connective tissue fibroblasts and Tcf4 regulate myogenesis”. Development. 138 (2): 371—384. PMC 3005608 . PMID 21177349. doi:10.1242/dev.057463.
- Baylies, Mary (2001). „Invertebrate Myogenesis: looking back to the future of muscle development”. Current Opinion in Genetics & Development. 66 (4): 1281—6. PMID 11448630. doi:10.1016/s0959-437x(00)00214-8.
- Laclef, Christine; Hamard G; Demignon J; Souil E; Houbron C; Maire P (14. 2. 2003). „Altered myogenesis in Six1-deficient mice”. Development. 130 (10): 2239—2252. PMID 12668636. doi:10.1242/dev.00440 .
- Havis, Emmanuelle; Pascal Coumailleau; Aline Bonnet; Keren Bismuth; Marie-Ange Bonnin; Randy Johnson; Chen-Min Fan; Frédéric Relaix; De-Li Shi; Delphine Duprez (2012-03-16). „Development and Stem Cells”. Development. 139 (7): 1910—1920. PMC 3347684 . PMID 22513369. doi:10.1242/dev.072561.
- Rios, Anne; Serralbo, Olivier; Salgado, David; Marcelle, Christophe (2011-06-15). „Neural crest regulates myogenesis through the transient activation of NOTCH”. Nature. 473 (7348): 532—535. Bibcode:2011Natur.473..532R. PMID 21572437. S2CID 4380479. doi:10.1038/nature09970.
- Bland, C.S; Wang, David; Johnson, Castle; Burge, Cooper (јул 2010). „Global regulation of alternative splicing during myogenic differentiation”. Nucleic Acids Research. 38 (21): 7651—7664. PMC 2995044 . PMID 20634200. doi:10.1093/nar/gkq614. hdl:1721.1/66688.
- Wood, Jackie D. (2009), „Gastrointestinal Physiology”,  Ур.: Rhoades, Rodney A.; Bell, David R., Medical Physiology: Principles for Clinical Medicine (3 изд.), Philadelphia, PA: Lippincott Williams & Wilkins, стр. 463—496
- Thomsen, L.; Robinson, T. L.; Lee, J. C.; Farraway, L. A.; Hughes, M. J.; Andrews, D. W.; Huizinga, J. D. (1998-07-01). „Interstitial cells of Cajal generate a rhythmic pacemaker current”. Nature Medicine. 4 (7): 848—851. ISSN 1078-8956. PMID 9662380. doi:10.1038/nm0798-848.
- Betts, J. Gordon; Young, Kelly A.; Wise, James A.; Johnson, Eddie; Poe, Brandon; Kruse, Dean H.; Korol, Oksana; Johnson, Jody E.; Womble, Mark; Desaix, Peter (6. 3. 2013). „Smooth muscle”. Архивирано из оригинала 07. 10. 2021. г. Приступљено 10. 6. 2021.
- „Thesaurus results for STRIATED”. www.merriam-webster.com (на језику: енглески). Приступљено 22. 4. 2022.
- Song, NN; Xu, WX (2016-10-25). „[Physiological and pathophysiological meanings of gastrointestinal smooth muscle motor unit SIP syncytium].”. Sheng li xue bao: [Acta Physiologica Sinica]. 68 (5): 621—627. PMID 27778026.</ref><ref name="Sanders">Sanders, KM; Ward, SM; Koh, SD (јул 2014). „Interstitial cells: regulators of smooth muscle function.”. Physiological Reviews. 94 (3): 859—907. PMC 4152167 . PMID 24987007. doi:10.1152/physrev.00037.2013.

## Spoljašnje veze
- Pestronk, Alan. „Myogenesis & Muscle Regeneration”. WU Neuromuscular. Washington University. Приступљено 2013-03-16.
- Gilbert, Scott F. Developmental Biology, Sixth Edition - Myogenesis - The Development of Muscle